# Otto Warburg (Biochemiker)

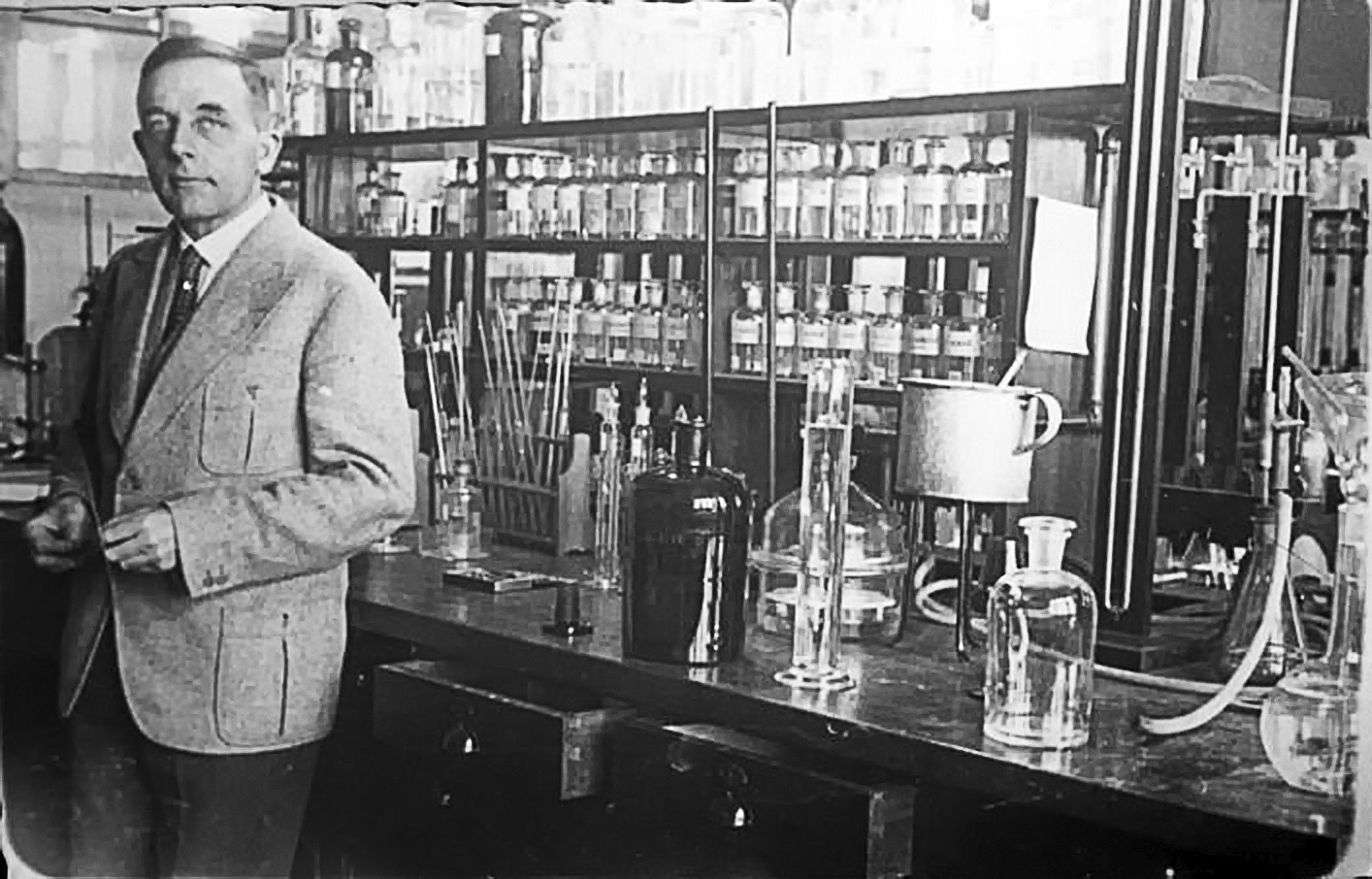
Otto Warburg im Oktober 1931 in seinem Labor.

Otto Heinrich Warburg (* 8. Oktober 1883 in Freiburg im Breisgau; † 1. August 1970 in West-Berlin) war ein deutscher Biochemiker und Physiologe. 1931 erhielt er für „die Entdeckung der Natur und der Funktion des Atmungsferments“ den Nobelpreis für Physiologie oder Medizin. Aus seiner wissenschaftlichen Schule gingen zahlreiche Biochemiker und spätere Nobelpreisträger wie George Wald, Hugo Theorell, Hans Adolf Krebs und Otto Meyerhof hervor.

## Leben
Otto Warburg war Sohn des Physikers Emil Warburg und seiner Frau Elisabeth Gärtner. Er legte 1901 sein Abitur am humanistischen Friedrichswerderschen Gymnasium in Berlin ab. Anschließend studierte er Naturwissenschaften mit Schwerpunkt Chemie an der Albert-Ludwigs-Universität Freiburg, ab 1903 setzte er das Chemiestudium an der Friedrich-Wilhelms-Universität zu Berlin (heutige Humboldt-Universität) fort. Dort legte er am 14. Dezember 1903 das Verbandsexamen bei Siegmund Gabriel als erste akademische Prüfung im Fach Chemie ab. Ab 1905 schloss sich dem ein Studium der Medizin in Berlin, München und Heidelberg an. 1906 promovierte er in Berlin bei Emil Fischer zum Dr. phil., 1911 in Heidelberg zum Dr. med. und wurde dort an der medizinischen Klinik Assistent unter Ludolf von Krehl. Ein Jahr später erfolgte Warburgs Habilitation für das Fach Physiologie in Heidelberg.

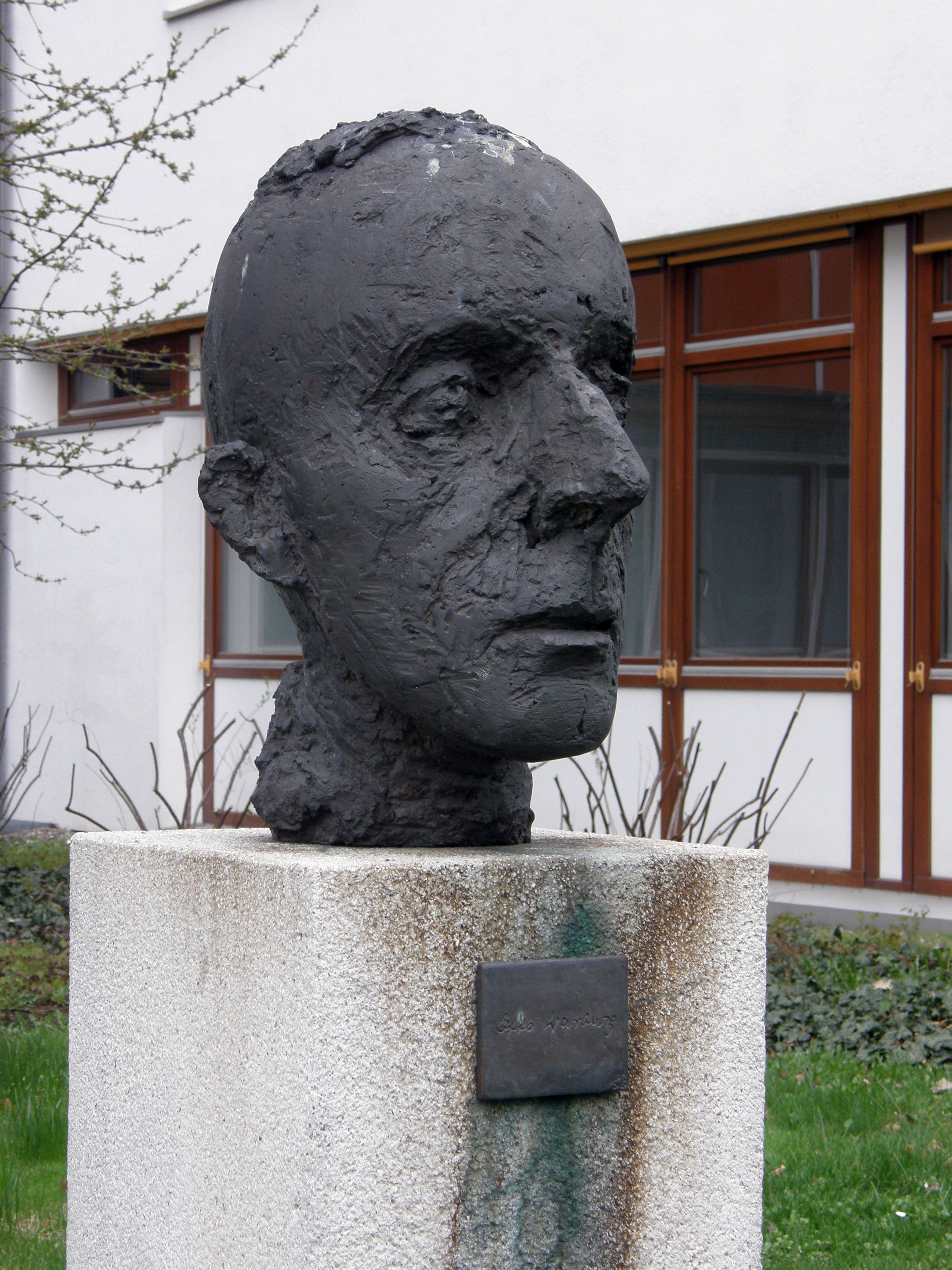
Büste Warburgs auf dem Biomedizinischen Campus Berlin-Buch

Zwischen 1908 und 1914 war er im Rahmen von Forschungsaufenthalten an der Zoologischen Station Neapel tätig. 1914 wurde Otto Heinrich Warburg zum Mitglied der Kaiser-Wilhelm-Gesellschaft ernannt. Von 1914 bis 1918 nahm er an den Kriegshandlungen des Ersten Weltkriegs teil.
Nach Kriegsende war er bis 1930 Direktor am Kaiser-Wilhelm-Institut für Biologie in Berlin-Dahlem. Dort ließ er ein „Verfahren zur Herstellung von Mineralwässern“ patentieren, bei dem Tabletten mit Mineralstoffen (u. a. 1 mg Natriumfluorid) in Wasser aufzulösen waren. Seine Abteilung wurde 1929/1930 abgetrennt und als Kaiser-Wilhelm-Institut für Zellphysiologie (ab 1953 Max-Planck-Institut für Zellphysiologie, 1972 geschlossen) ebenfalls in Berlin-Dahlem weiter geführt. Er verblieb dort bis 1967 als einziger Direktor. In der Zeit von 1921 bis 1923 hatte er zudem eine außerordentliche Professur für Physiologie an der Medizinischen Fakultät der Friedrich-Wilhelms-Universität Berlin inne.
Als 1939 der Druck der Nationalsozialisten auf ihn spürbar wurde, versuchte Warburg als „Mischling 1. Grades“ eingestuft zu werden. Tatsächlich gelang es ihm, bis zum Kriegsende in seiner Position zu verbleiben, angeblich durch Beziehungen zu hochrangigen Personen. 1941 wurde eine Absetzung Warburgs als Institutsleiter des KWI für Zellphysiologie durch das Reichsministerium für Wissenschaft, Erziehung und Volksbildung angestrebt. Sein Institut sollte, Plänen des Angestellten des Reichsministeriums Rudolf Mentzel zufolge, für ein Zentralinstitut für Krebsforschung Platz machen. Warburg wurde durch den Generalsekretär der Kaiser-Wilhelm-Gesellschaft Ernst Telschow zwar angeordnet sein Amt zum 30. Juni 1941 niederzulegen, jedoch kam es nie zu einer Kündigung. Nach Gesprächen zwischen Rudolf Mentzel, Ernst Telschow und Victor Brack, dem Oberdienstleiter des Amtes II in der Kanzlei des Führers (KdF), wurde im Juni 1941 entschieden, dass Otto Warburg in seiner bisherigen Funktion im Institut verbleiben durfte. Das Institut wurde als „anerkannter Wehrwirtschaftsbetrieb“ eingestuft. Von 1943 bis 1945 war es kriegsbedingt in das Seehaus des Schlosses Liebenberg im Landkreis Templin ausgelagert. Nach dem Zweiten Weltkrieg war das Institut bis zu seiner Eingliederung in die Max-Planck-Gesellschaft Teil der Deutschen Forschungshochschule in Berlin.

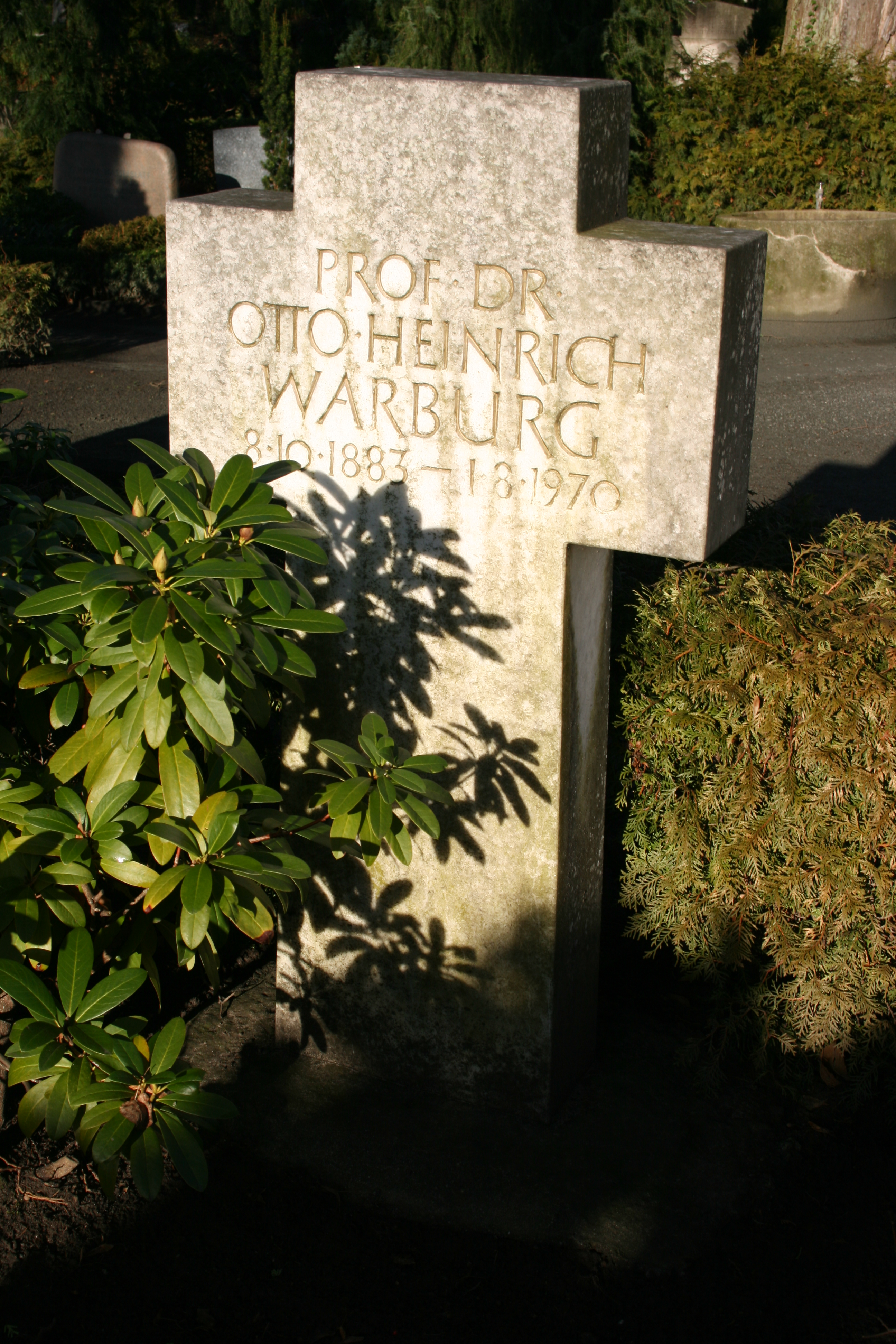
Warburgs Grab

In den Jahren zwischen 1924 und 1949 nahm er zudem mehrere Lehr- und Forschungsaufenthalte in den USA wahr.
Seine wissenschaftlichen Beiträge leistete er ab 1908 unter anderem über die mitochondriale Atmungskette bei der Zellatmung, die Photosynthese der Pflanzen und den Stoffwechsel von Tumoren. Er entwickelte den zusammengesetzten enzymatischen Test.
Zur quantitativen Messung von Gasumsätzen bei Stoffwechselvorgängen entwickelte er ein neues Gerät, den Warburg-Apparat. Mit diesem Gerät werden die sich entwickelnden Gase manometrisch gemessen. Für „die Entdeckung der Natur und der Funktion des Atmungsferments“ erhielt Warburg 1931 den Nobelpreis für Physiologie oder Medizin. Er wurde darüber hinaus mit zahlreichen weiteren Preisen, Medaillen, Orden, Ehrenmitgliedschaften und Ehrenpromotionen ausgezeichnet.
Mit Walter Christian isolierte er 1941 Enolase, ein für die Glykolyse bedeutendes Enzym. Die beiden Autoren untersuchten ausführlich die Hemmung durch Fluorid und spekulierten über einen möglichen Wirkmechanismus. Daraus sich ergebende Versuche, mittels Glykolysehemmung durch Fluoride die Entstehung oder das Wachstum von Tumoren einzuschränken, erwiesen sich jedoch als Fehlschlag. Aber Warburgs Entdeckung, dass eine große Zahl von bösartigen Tumoren einen erhöhten Zuckerstoffwechsel (Glykolyse) aufweist, war in den 1970er-Jahren Grundlage für die Entwicklung eines diagnostischen bildgebenden Verfahrens, der Positronen-Emissions-Tomographie.
Nach dem Zweiten Weltkrieg wurde Warburg 1946 Mitglied der Deutschen Akademie der Wissenschaften und Professor am neugegründeten Max-Planck-Institut für Zellphysiologie. 1956 wurde er zum Mitglied der Leopoldina berufen. 1957 erschien sein Artikel über Paul Ehrlich. 1962 wurde ihm der Paul-Ehrlich-und-Ludwig-Darmstaedter-Preis verliehen. Im Jahr 1963 wurde ihm die Harnack-Medaille der Max-Planck-Gesellschaft verliehen, die für Verdienste um die Gesellschaft vergeben wird.
Warburg blieb unverheiratet, er lehnte verschiedene Heiratsangebote von Frauen ab. Über 50 Jahre lang (nach seiner Rückkehr aus dem Ersten Weltkrieg) lebte Warburg mit Jacob Heiss in seiner Villa in Berlin-Dahlem. Offiziell war Jakob Heiss sein persönlicher Sekretär. Er besorgte bis zu Warburgs Tod alle Tätigkeiten eines Privatsekretärs, organisierte den umfangreichen Haushalt, begrüßte die Gäste und begleitete Warburg auf dessen Reisen. Eine anonyme Anzeige wegen § 175 StGB blieb 1943 ohne größere Folgen.

## Warburg-Hypothese

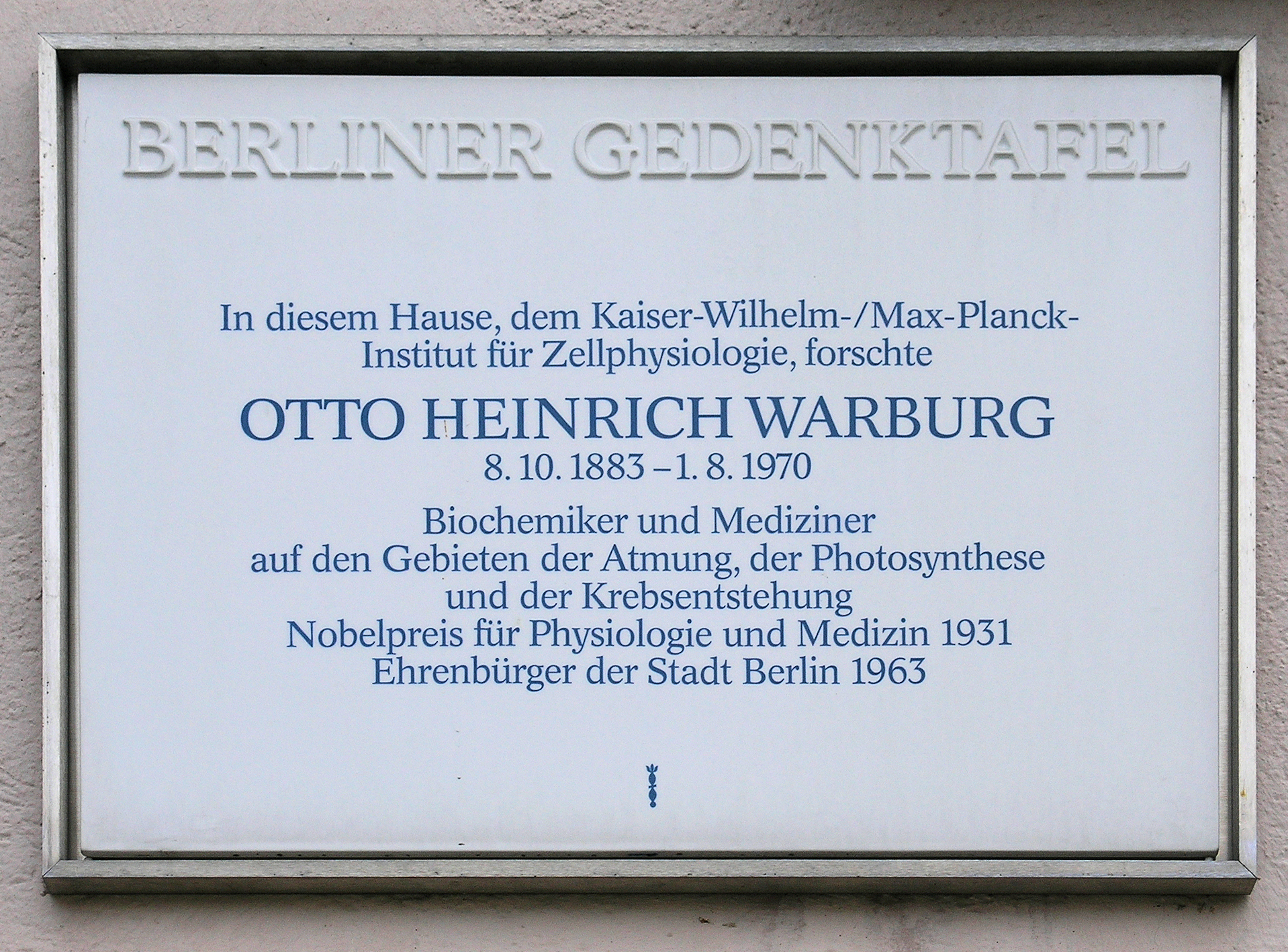
Gedenktafel am Haus Boltzmannstraße 14, Berlin-Zehlendorf

Otto Warburg hatte 1923/1924 den anaeroben Stoffwechsel der Krebszellen entdeckt. Warburg ist in der Krebsforschung heute noch vor allem durch die sogenannte Warburg-Hypothese bekannt. Er hatte festgestellt, dass Tumoren sich durch eine ungewöhnliche Konzentration von Laktat, das Produkt der anaeroben Glykolyse, auszeichnen, obwohl genügend Sauerstoff für die Verbrennung mithilfe der Mitochondrien vorhanden war. Daraus hatte er 1930 die Hypothese abgeleitet, eine Störung oder Unterbrechung der Funktion der Mitochondrien in Krebszellen sei der Hauptgrund für das Wachstum von Krebs. Viele seiner einschlägigen Arbeiten wurden durch einen Freund, den amerikanischen Krebsforscher Dean Burk, ins Englische übersetzt und so auch in den USA bekannt. Warburgs Annahme ist ein Klassiker der medizinischen Grundlagenforschung, war aber immer umstritten und gilt heute als überholt. Ernst van Aaken, ein Warburg-Schüler, zeigte statistisch, dass Sportler, die ein aerobes Dauerlauftraining absolvieren, hoch signifikant seltener an Krebs erkranken als Normalpersonen (er nahm hierzu als Hausarzt die Bevölkerung von Waldniel) und auch als solche, die ein Intervalltraining Freiburger Prägung absolvieren, was mit Erhöhung der Laktat-Konzentration im Blut verbunden ist. Er hielt dies für einen Beleg der Warburg-Hypothese.

## Ehrungen
- 1931: Nobelpreis für Physiologie oder Medizin
- 1958: Ernst-Reuter-Plakette des Landes Berlin
- 1963: Ehrenbürger von Berlin

## Andenken
- Otto-Warburg-Medaille

In Andenken an Otto Heinrich Warburg vergibt die Gesellschaft für Biochemie und Molekularbiologie (GBM) jährlich die Otto-Warburg-Medaille. Die Otto-Warburg-Medaille ist die höchste wissenschaftliche Auszeichnung der GBM und gilt als eine der wichtigsten Auszeichnungen im Bereich der Biochemie in Deutschland. Sieben der Preisträger erhielten außerdem den Nobelpreis.
- Otto-Warburg Chemie-Stiftung

Zum Gedenken an den Nobelpreisträger wurde an der Universität Bayreuth 1999 die Otto-Warburg Chemie-Stiftung gegründet. Zweck der Stiftung ist die Förderung von Forschung und Lehre in der Chemie an der Universität Bayreuth sowie die Darstellung der Chemie in der Öffentlichkeit. Jedes Jahr zeichnet die Otto-Warburg-Chemie-Stiftung die jahrgangsbesten Absolventen im Fachbereich Chemie aus, was mit einem Preisgeld versehen ist. Die Preisträger werden öffentlich bekannt gegeben.
Warburgs Grab auf dem Friedhof Dahlem im Feld 4 wird als Ehrengrab des Landes Berlin geführt.
Die Deutsche Bundespost gab am 11. August 1983 anlässlich des 100. Geburtstages von Otto Warburg eine Sondermarke heraus.
Nicht selten wird Otto (Heinrich) Warburg mit dem gleichnamigen, weniger bekannten Agrarbotaniker und Zionisten Otto Warburg verwechselt, etwa in Bibliothekskatalogen. Die beiden Warburgs waren entfernt verwandt. Sie erhielten bisweilen irrtümlich die Post des jeweils anderen, da beide zeitgleich in Berlin akademisch wirkten.

## Anmerkung
1. ↑  In seinen Heidelberger Jahren nahm Warburg mit Otto Fritz Meyerhof und Karl Jaspers unter anderem an einem Arbeitskreis zur Diskussion (möglicherweise auch der Testung) der Psychoanalyse teil, der in den Jahren 1910/11 von Meyerhofs Freund Arthur Kronfeld geleitet wurde.